# اصول اقتصاد کلان
اصول اقتصاد کلان کتابی از محمود منتظر ظهور است که در سال ۱۳۵۰ منتشر و برندهٔ جایزه کتاب سال سلطنتی شد.